# Schaakvereniging Erasmus
SV Erasmus is een schaakvereniging uit de Nederlandse gemeente Rotterdam. SV Erasmus heeft ongeveer 100 leden en speelt met twee teams mee in de Koninklijke Nederlandse Schaakbond en met vijf teams mee in de Rotterdamse Schaakbond, een onderbond van de Koninklijke Nederlandse Schaakbond. De vereniging speelt iedere maandagavond in het Huis van de Wijk Arcadia, Apollostraat 211 te Rotterdam (Hillegersberg-Schiebroek).
Sinds 1998 organiseert SV Erasmus ieder jaar aan het einde van het seizoen (april, mei, juni) het Watertorentoernooi op zeven achtereenvolgende maandagavonden. Daarnaast organiseert SV Erasmus sinds 2010 ieder voorjaar het 'Erasmus' rapidtoernooi met ongeveer 80 deelnemers, van huisschaker tot clubschaker tot GM.

## Geschiedenis
De historie van SV Erasmus gaat terug tot 1894, toen een van haar voorlopers, de Nieuwe Rotterdamsche Schaakvereeniging (NRSV) werd opgericht. In het seizoen 1930/31 behaalde de vereniging haar sportieve hoogtepunt door kampioen van Nederland te worden.
Illustere leden uit het rijke verleden zijn onder meer Max Euwe, Salo Landau, Daniël Noteboom, Frits Böttcher, mr. G.C.A. Oskam, Jaap Staal, Ada van der Giessen, Catharina Roodzant en Gert Timmerman. In 1994 werd het 100-jarig bestaan gevierd met een speciale jubileumuitgave De Rotterdamse Variant!.
SV Erasmus is sinds 5 september 2005 de voortzetting van schaakvereniging NRSG Wilhelm Steinitz (fusie van verenigingen NRSV, RSG, Wilhelm Steinitz & PTT), schaakvereniging Schiebroek/Westen Regina (fusie van verenigingen Schiebroek, Het Westen & Regina) en schaakvereniging Hillegersberg.